# Mimmo Dei

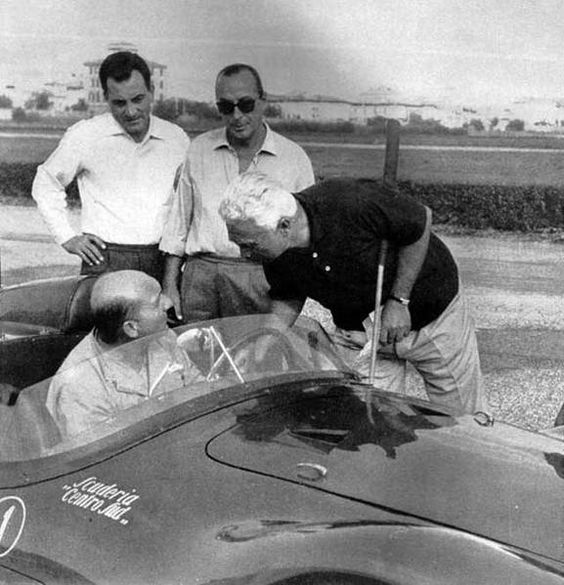
Giorgio Scarlatti, Guglielmo Dei, Piero Taruffi e Guerino Bertocchi (im posto)

Guglielmo Dei detto "Mimmo" (Roma, 1909 – 20 aprile 1985) è stato un imprenditore italiano nel settore dell'automobilismo.

## Biografia
Pilota dilettante con buoni piazzamenti negli anni Trenta, divenne in seguito concessionario Maserati a Roma; specializzato in vetture da competizione, fondò la Scuderia Centro Sud, attiva tra il 1956 e il 1965, che divenne la più nota d'Italia nelle corse per vetture monoposto e Sport.
Attraverso la sua scuola di pilotaggio e l'attività nei Gran premi di Formula Uno, la Scuderia Centro Sud riuscì a lanciare piloti come Lorenzo Bandini, Joakim Bonnier e Masten Gregory.
Ostacolato, piuttosto che aiutato, dalle istituzioni sportive italiane dedicate all'automobile, Mimmo Dei ha dovuto cercare prevalentemente all'estero i fondi per sviluppare la propria attività. Nel mondo delle corse fu identificato come "inventore di uomini".
Nel 1974 il settimanale specializzato "AutoSprint" lo premiò con il "Casco d'oro" per la sua carriera e per aver valorizzato numerosi giovani piloti, italiani e stranieri, aiutandoli a mettersi in luce.
Nel 2008 la Casa editrice Fucina ha dato alle stampe il manoscritto autobiografico di Mimmo Dei, intitolandolo "Dei Ex Machina", dove l'imprenditore italiano racconta la sua intensa avventura di pilota, concessionario e titolare di scuderia.